# Gran Premio motociclistico di San Marino e della Riviera di Rimini
Il Gran Premio motociclistico di San Marino e della Riviera di Rimini è una delle prove che fa parte del motomondiale a partire dalla stagione 2007. Si tratta della continuazione di quello che tra il 1981 e il 1993 era denominato solo Gran Premio motociclistico di San Marino.

## Storia
In diverse annate del motomondiale tra il 1981 e il 1993 si era già svolto il "Gran Premio motociclistico di San Marino", quale seconda gara dell'anno in Italia oltre al Gran Premio motociclistico d'Italia. La gara era stata ospitata su vari circuiti a rotazione, oltre che da Misano Adriatico anche dall'Autodromo Enzo e Dino Ferrari di Imola e dal circuito del Mugello.
Nel 2007 il GP viene ospitato sul Misano World Circuit di Misano Adriatico e torna nel calendario del motomondiale con la denominazione di "Gran Premio motociclistico di San Marino e della Riviera di Rimini", la prima edizione con questa denominazione si è svolta il 2 settembre ed ha visto la vittoria della Ducati Desmosedici di Casey Stoner nella MotoGP.
Nell'edizione del 2010 svoltasi il 5 settembre, durante la gara della classe Moto2, è avvenuto un grave incidente che è costato la vita al pilota giapponese Shōya Tomizawa.

## Risultati
- Le motociclette dei vincitori nella classe MotoE non sono indicati in tabella in quanto campionato monomarca: dal 2019 al 2022 Energica Motor Company, dal 2023 Ducati.

| Anno | Circuito         | Classe 50                   | Classe 125                 | Classe 250               | Classe 500                 | Classe sidecar                  | Resoconto |
| ---- | ---------------- | --------------------------- | -------------------------- | ------------------------ | -------------------------- | ------------------------------- | --------- |
| 1981 | Imola            | Ricardo Tormo (Bultaco)     | Loris Reggiani (Minarelli) | Anton Mang (Kawasaki)    | Marco Lucchinelli (Suzuki) |                                 | Resoconto |
| 1982 | Mugello          | Eugenio Lazzarini (Garelli) |                            | Anton Mang (Kawasaki)    | Freddie Spencer (Honda)    | Michel-Burkhard (Seymaz-Yamaha) | Resoconto |
| 1983 | Imola            | Ricardo Tormo (Bultaco)     | Maurizio Vitali (MBA)      |                          | Kenny Roberts (Yamaha)     | Biland-Waltisperg (LCR-Yamaha)  | Resoconto |
| Anno | Circuito         | Classe 80                   | Classe 125                 | Classe 250               | Classe 500                 | Classe sidecar                  | Resoconto |
| 1984 | Mugello          | Gerhard Waibel (Real)       | Maurizio Vitali (MBA)      | Manfred Herweh (Rotax)   | Randy Mamola (Honda)       |                                 | Resoconto |
| 1985 | Misano Adriatico | Jorge Martínez (Derbi)      | Fausto Gresini (Garelli)   | Carlos Lavado (Yamaha)   | Eddie Lawson (Yamaha)      |                                 | Resoconto |
| 1986 | Misano Adriatico | Pier Paolo Bianchi (Seel)   | August Auinger (MBA)       | Tadahiko Taira (Yamaha)  | Eddie Lawson (Yamaha)      |                                 | Resoconto |
| 1987 | Misano Adriatico | Manuel Herreros (Derbi)     | Fausto Gresini (Garelli)   | Loris Reggiani (Aprilia) | Randy Mamola (Yamaha)      |                                 | Resoconto |
| 1991 | Mugello          |                             | Peter Öttl (Bakker-Rotax)  | Luca Cadalora (Honda)    | Wayne Rainey (Yamaha)      | Michel-Birchall (LCR-Krauser)   | Resoconto |
| 1993 | Mugello          |                             | Dirk Raudies (Honda)       | Loris Capirossi (Honda)  | Michael Doohan (Honda)     |                                 | Resoconto |

| Anno | Circuito         | Classe 125                  | Classe 250                  | MotoGP                     |                   | Resoconto |
| ---- | ---------------- | --------------------------- | --------------------------- | -------------------------- | ----------------- | --------- |
| 2007 | Misano Adriatico | Mattia Pasini (Aprilia)     | Jorge Lorenzo (Aprilia)     | Casey Stoner (Ducati)      |                   | Resoconto |
| 2008 | Misano Adriatico | Gábor Talmácsi (Aprilia)    | Álvaro Bautista (Aprilia)   | Valentino Rossi (Yamaha)   |                   | Resoconto |
| 2009 | Misano Adriatico | Julián Simón (Aprilia)      | Héctor Barberá (Aprilia)    | Valentino Rossi (Yamaha)   |                   | Resoconto |
| Anno | Circuito         | Classe 125                  | Moto2                       | MotoGP                     |                   | Resoconto |
| 2010 | Misano Adriatico | Marc Márquez (Derbi)        | Toni Elías (Moriwaki)       | Daniel Pedrosa (Honda)     |                   | Resoconto |
| 2011 | Misano Adriatico | Nicolás Terol (Aprilia)     | Marc Márquez (Suter)        | Jorge Lorenzo (Yamaha)     |                   | Resoconto |
| Anno | Circuito         | Moto3                       | Moto2                       | MotoGP                     |                   | Resoconto |
| 2012 | Misano Adriatico | Sandro Cortese (KTM)        | Marc Márquez (Suter)        | Jorge Lorenzo (Yamaha)     |                   | Resoconto |
| 2013 | Misano Adriatico | Álex Rins (KTM)             | Pol Espargaró (Kalex)       | Jorge Lorenzo (Yamaha)     |                   | Resoconto |
| 2014 | Misano Adriatico | Álex Rins (Honda)           | Esteve Rabat (Kalex)        | Valentino Rossi (Yamaha)   |                   | Resoconto |
| 2015 | Misano Adriatico | Enea Bastianini (Honda)     | Johann Zarco (Kalex)        | Marc Márquez (Honda)       |                   | Resoconto |
| 2016 | Misano Adriatico | Brad Binder (KTM)           | Lorenzo Baldassarri (Kalex) | Daniel Pedrosa (Honda)     |                   | Resoconto |
| 2017 | Misano Adriatico | Romano Fenati (Honda)       | Thomas Lüthi (Kalex)        | Marc Márquez (Honda)       |                   | Resoconto |
| 2018 | Misano Adriatico | Lorenzo Dalla Porta (Honda) | Francesco Bagnaia (Kalex)   | Andrea Dovizioso (Ducati)  |                   | Resoconto |
| Anno | Circuito         | Moto3                       | Moto2                       | MotoGP                     | MotoE             | Resoconto |
| 2019 | Misano Adriatico | Tatsuki Suzuki (Honda)      | Augusto Fernández (Kalex)   | Marc Márquez (Honda)       | Matteo Ferrari    | Resoconto |
| 2019 | Misano Adriatico | Tatsuki Suzuki (Honda)      | Augusto Fernández (Kalex)   | Marc Márquez (Honda)       | Matteo Ferrari    | Resoconto |
| 2020 | Misano Adriatico | John McPhee (Honda)         | Luca Marini (Kalex)         | Franco Morbidelli (Yamaha) | Matteo Ferrari    | Resoconto |
| 2021 | Misano Adriatico | Dennis Foggia (Honda)       | Raul Fernandez (Kalex)      | Francesco Bagnaia (Ducati) | Jordi Torres      | Resoconto |
| 2021 | Misano Adriatico | Dennis Foggia (Honda)       | Raul Fernandez (Kalex)      | Francesco Bagnaia (Ducati) | Matteo Ferrari    | Resoconto |
| 2022 | Misano Adriatico | Dennis Foggia (Honda)       | Alonso López (Boscoscuro)   | Francesco Bagnaia (Ducati) | Mattia Casadei    | Resoconto |
| 2022 | Misano Adriatico | Dennis Foggia (Honda)       | Alonso López (Boscoscuro)   | Francesco Bagnaia (Ducati) | Matteo Ferrari    | Resoconto |
| 2023 | Misano Adriatico | David Alonso (GasGas Aspar) | Pedro Acosta (Kalex)        | Jorge Martín (Ducati)      | Mattia Casadei    | Resoconto |
| 2023 | Misano Adriatico | David Alonso (GasGas Aspar) | Pedro Acosta (Kalex)        | Jorge Martín (Ducati)      | Nicholas Spinelli | Resoconto |
| 2024 | Misano Adriatico | Ángel Piqueras (Honda)      | Ai Ogura (Boscoscuro)       | Jorge Martín (Ducati)      | Mattia Casadei    | Resoconto |
| 2024 | Misano Adriatico | Ángel Piqueras (Honda)      | Ai Ogura (Boscoscuro)       | Marc Márquez (Ducati)      | Óscar Gutiérrez   | Resoconto |